# 真田まこと
真田 まこと（さなだ まこと、1994年12月28日 - ）は、日本のグラビアアイドル、タレント、看護師。千葉県出身。マグニファイエンタテインメント所属。

## 略歴
中学3年生まで千葉県で育ち、それ以降は東京都で過ごす（出生地は東京都）。
真田が中学生のときに両親は離婚、それをきっかけに母親は職業訓練校に通い、介護士になった。高校2年生のときに、父が自殺した。父は横領で会社をクビになってしまい、お酒と服薬の影響もあって、うつ病を患っていたという。また、かつて子役をやっていた兄がいる。
中学生になったばかりの頃、水樹奈々の出ているCMを観て、一目惚れした。「水樹奈々のような歌手になりたい」と思って、中学2年生からボイトレに通うようになり、オーディションも受け始めた。オーディションに受からず、高校2年生の時に「夢を追いかけるよりも、母を支え、手に職をつけて働こう」という気持ちが強くなり、看護師になった。
3年制の看護学校に通い、2年生の半ばから併設されている大学病院で実習を行う。実習で行っていた大学病院に就職した。
2019年の看護師時代に、『家、ついて行ってイイですか?』（テレビ東京）の取材を受ける。その後スカウトされ、グラビアアイドルの道に進む。
2022年2月25日、1stDVD『ミルキー・グラマー』（竹書房）を発売。同年11月7日発売の『週刊プレイボーイ』（集英社）の企画「新世代グラドル・ボイン番付 2022年秋場所」にて、「東の大関」に選出された。
2023年2月1日、公式ファンクラブ『Sanadarium』を開設。
2023年10月30日、『週刊プレイボーイ』創刊57周年企画「NIPPONグラドル57人」にグラビアニュージェネレーションの1人として掲載。同年12月26日、『週刊SPA!』（扶桑社）の「グラビアン魂アワード2023」にて、リリー・フランキー個別賞「地球より丸いで賞」を受賞した。
2024年12月2日発売の『週刊プレイボーイ』の企画「DVDメーカーが選ぶ『グラビア・オブ・ザ・イヤー2024』!!」にて、ベスト・グラマラス賞を受賞した。

## 人物
- 趣味はゴルフ・カラオケ・旅行・バイク・ダイビング[1]・ピックルボール。特技は歌・料理[1]。
- 看護師資格を持ち、現役看護師でもある[1]。英検準2級、漢検2級[1]。
- 父親がドラクエ好きだった影響で、自宅にはスライムのぬいぐるみやグッズがある[4]。
- 柔らかな95cmIカップバストは「キングスライムバスト」と称されている[14]。
- 目標とするグラビアアイドルには小池栄子を挙げている[7]。

## 作品

### イメージビデオ
※太字タイトルはBD版同時発売
- ミルキー・グラマー（2022年2月25日、竹書房）[15]
- True Peach Angel（2022年6月20日、ラインコミュニケーションズ）[16]
- 夏恋模様（2022年10月21日、イーネット・フロンティア）[17]
- マシュマロフェチズム（2023年1月24日、エアーコントロール）[18]
- メルティボディ（2023年4月20日、ラインコミュニケーションズ）[19]
- New Tension（2023年8月25日、エスデジタル）[20][21]
- オレの嫁（2024年1月30日、エアーコントロール）[22][23]
- 初恋の君（2024年5月24日、竹書房）[24]
- 優しく包む？（2024年8月30日、エスデジタル）[25]
- 彼女がビキニに着替えたら（2024年12月10日、ラインコミュニケーションズ）[26]
- 偶然と運命のランコントル（2025年4月22日、エアーコントロール）[27]
- Newtopia（2025年8月29日、エスデジタル）[28]

## 出版

### デジタル写真集
- 暴れん坊の柔ホワⅠ♡カップ（2022年5月23日、集英社［週プレ PHOTO BOOK］、撮影：西條彰仁）[29]
- Iカップの現役ナースはフェチが好き（2022年6月1日、講談社［週刊現代デジタル写真集］、撮影：小塚毅之）[30]
- 真田まことが水着でゴルフ（2022年9月30日、［講談社ヤンマガデジタル写真集］、撮影：田中智久）[31]
- 真田まことが水着でカラオケ（2022年9月30日、講談社［講談社ヤンマガデジタル写真集］、撮影：田中智久）[32]
- 桃の天使（2023年5月26日、ドラゴンフライブック［idolpost］）
- 週刊GIRLS-PEDIA 025（2023年7月1日、KADOKAWA）[33]
- ゆれる！のけぞる！またがる！ 巨乳だらけのスポーツテスト2023（2023年10月12日、小学館［週刊ポストデジタル写真集］、撮影：LUCKMAN）共演：小島みゆ、海里、池田ゆうな、林凛、高砂ミドリ[34]
- 現役ナースの妖しい休日 Oilyショット（2024年3月1日、徳間書店［アサ芸Secret!デジタル写真集］、撮影：林晋介）
- 君に笑ってほしいんだ（2024年3月15日、ドラゴンフライブック［idolpost］）
- 飽きのこないエロス（2024年9月20日、扶桑社［SPA!グラビアン魂デジタル写真集］、撮影：高橋慶佑）
- 彼女がビキニに着替えたら（2025年3月21日、ラインコミュニケーションズ［Idol Line］、撮影：早川達也）

### 雑誌
- ドカント 2022年3月号（2022年2月26日、デジタルスタイル）※「ガールズ@コレクション」
- 週刊プレイボーイ　2022年5月9日号 No.19（2022年4月25日、集英社）※「新人美巨乳グラドル特集」
- ENTAME(エンタメ) 2022年6・7月合併号（2022年4月28日、徳間書店）※グラビア掲載
- 週刊プレイボーイ 2022年6月6日号 No.23（2022年5月23日、集英社）※巻末 撮り下ろし掲載
- EX MAX！ 2022年7月号（2022年5月26日、楽楽出版）※ノンアルコールビール企画 グラビア掲載
- MEN'S DVD 2022年7月号（2022年5月27日、三和出版）※グラビア掲載
- 週刊現代 2022年6月4日号（2022年5月30日、講談社）※寿命が延びる筋トレ 巻末掲載
- 週刊大衆 2022年6月20日号（2022年6月6日、双葉社）※「麻美ゆまのあなたに会いたい！」前編・後編
- ドカント 2022年7月号（2022年6月16日、デジタルスタイル）※「ガールズ@コレクション」
- EX MAX！ 2022年8月号（2022年6月24日、楽楽出版）※ノンアルコールビール企画 DVD掲載
- 週刊実話 2023年9月14日号　No.34 （2023年8月31日 日本ジャーナル出版） ※表紙・カラーグラビア（Iカップの天使）
- 週刊実話 2024年7月18日号　No.27 （2024年7月4日 日本ジャーナル出版）　※表紙・カラーグラビア（I乳の天使）

## 出演

### テレビ番組
- 鎧美女 #88（2022年7月26日〈25日深夜〉、フジテレビONE） - 甲冑：黒田長政[35]
- 家、ついて行ってイイですか?（2022年8月31日、テレビ東京） - 爆笑＆大号泣…激変人生11連発！夏の3時間半SP[4]
- 二軒目どうする?〜ツマミのハナシ〜（2022年11月6日〈5日深夜〉、テレビ東京）[36]
- 麻雀最極決定戦！サバイバルバトル極雀 season36（2022年11月21日、フジテレビONE） - 極雀ガール[37]
- 歩道・車道バラエティ 道との遭遇（2023年3月21日、8月1日・8日、2025年5月6日、CBCテレビ）
- HAYARIYA（2024年4月27日、RCCテレビ）
- チャギハ！（2024年7月21日、RKB毎日放送） - インフォマーシャルでの商品紹介
- 夜な夜なプロジェクト（2025年4月12日〈11日深夜〉、BSフジ） - デートプロジェクト、およびスタジオゲスト

### ウェブ配信
- エガちゃんねる（2021年11月15日、YouTube） - 売店伊藤の看板娘 役[38]
- エキテンチャンネル（2021年11月27日[39]、2022年10月15日[40]、YouTube）
- TIPSTAR（2021年12月25日 - 2022年5月9日、MIXI） - チーム名：ばりぴったしもふもふ[41][42]
- 大人の保健体育ちゃんねる（2022年3月18日 - 、YouTube） - アシスタント（MC：しゅんしゅんクリニックP）[43]
- 佐久間宣行のNOBROCK TV（2022年9月14日、YouTube）[44]
- KAMERACOZO #1（2023年6月7日、ニコニコチャンネルプラス） - MC：青山ひかる、呂布カルマ、共演：伊織いお[45]

### 音声配信
- 風吹ケイのKラジオ（2023年8月30日[46]、9月6日[47]、AuDee）